# おとなりさん
『おとなりさん』は、2022年4月4日から2024年3月29日まで放送されていた文化放送のラジオ番組。平日午前中の帯番組。曜日別の担当司会。
本記事では後継番組として2024年4月7日より開始した『おとなりさんday（おとなりさんデー）』およびその関連番組も扱う。

## 概要
2022年4月4日に放送を開始した。2022年4月改編で、これまでの『おはよう寺ちゃん』の8時台と『くにまるジャパン 極』の9時台、10時台を統合した平日帯 朝ワイド番組の放送枠が新しく誕生した。
人と人との距離が遠くなってしまった現在の世の中で、声を通じてたくさんの人を身近な“おとなりさん”として感じられることを目指す「ご近所型ラジオ番組」をコンセプトにする。　
「10時のおとなりさん」（ゲストコーナー）は原則としてその日のゲストが次の日（金曜日の場合は月曜日）のゲストを紹介する方式を採っている。
メッセージが紹介されると番組特製ステッカーを贈呈し、2022年6月20日からは番組特製クリアファイルを贈呈した。番組開始より4月末まではノベルティとして、番組特製タオルをプレゼントした。
番組のオープニングトークはポッドキャストで配信している。番組開始から2022年9月まではニュース配信アプリ『スマートニュース』で、アフタートーク（次の仕事の都合で、アフタートークが収録できない場合はビフォートーク）を配信した。またクオカードのプレゼントを行っていた。
2022年9月6日、番組のテーマソングのタイトルを『ピーナッツ』に決定した。楽曲は高橋の8thアルバム「ReLOVE & RePEACE」に収録される。
2023年12月29日放送の番組内で、2024年3月29日の放送をもって番組を終了する事を発表した。その後2024年3月15日放送の番組内で同年4月7日から毎週日曜日に『おとなりさんday』として、金曜日担当の山根がパーソナリティ、坂口がアシスタントとして続投する形で2時間の生放送を行うことを発表した。また、坂口が単独でパーソナリティを担当するスピンオフ番組『おとなりさんdayスペシャル 坂口愛美のおひとりさん』を同番組の前に放送する事になったため実質約3時間の放送となる。スタッフなどの制作体制やテーマソング、ジングル、番組公式SNSアカウントやハッシュタグ（#おとなりさんラジオ）などはそのまま継承される（『おひとりさん』は別途「#おひとりさんラジオ」のタグを設定）。
帯番組時代終了後は当番組時間帯に新番組は設定せず、前後の番組である『おはよう寺ちゃん』と『くにまる食堂』 の放送時間を拡大する事になった。これにより、『おはよう寺ちゃん』は本番組が開始する前の放送枠に復し、『くにまる食堂』（金曜日は『くにまる食堂フライデー ～どうした!?一蔵!〜』となる）は『くにまるジャパン 極』以来の放送枠（いずれも4時間）となった。
なお2024年10月6日より、山根の出身地である広島県を放送対象地域とする中国放送（RCCラジオ）で『おとなりさんday』のネットを14時 - 14時45分に限定して開始している。

## 放送時間

### おとなりさん時代
- 毎週月曜 - 金曜 8:00 - 11:00

### おとなりさんday時代
- おとなりさんdayスペシャル 坂口愛美のおひとりさん：毎週日曜 13:00 - 13:45
  - 11月第1日曜は『全日本大学駅伝対校選手権大会実況中継』放送のため休止。
- おとなりさんday：毎週日曜 14:00 - 16:00

## タイムテーブル

### おとなりさんday時代

#### おとなりさんdayスペシャル 坂口愛美のおひとりさん
番組フォーマットは2023年度に放送された『モーニングTEN!』→『お昼の純子』を継承している。
- 13:00　オープニング
- 13:05　トクトク通販生活！（通販番組）
- 13:20　文化放送ニュース（太田英明アナウンサーが担当）・天気予報（坂口が担当）・交通情報（JARTICより）
- 13:45　エンディング、終了後『小倉・IMALUの〇〇玉手箱』（通販番組）を挟む

#### おとなりさんday
- 14:00　オープニング
- 14:25　次のいずれかを放送
  - 日曜の井戸端会議（平日時代の「8時の井戸端会議」の復刻版、2024年7月28日より開始）
  - おとなりさん「と！」（番組と様々な企画ができそうなアイデアをリスナー・店舗・企業から募集する）
- 14:30　みんなのウィークリー回覧板！（ふつおたのコーナー）
- 14:40　ノウタスpresents気象予報士・坂口愛美の食いしん坊！天気予報（週間天気と旬の農作物に関する情報を送る）
- 14:44　RCCラジオはここで飛び降り
- 14:45　旬!SHUN!ピックアップ（通販番組）
- 15:00　3時のおとなりさん（ゲストコーナー、ゲストがいない場合はメール紹介、放送回によっては「教えて! 全国☆ラジオスター」を放送）
- 15:35　競馬中継（高橋将市・長谷川太いずれかのアナウンサーが関東主場開催時は各競馬場から、夏季東日本主場開催時はスタジオに出演、山根と坂口も少額予想に挑戦する）
- 15:50　週刊おとなりさんニュース（リスナーに起こった出来事を坂口がニュース風に読み上げる）
- 15:55　交通情報（JARTIC）、エンディング

このほか、番組中随時リスナーに電話を繋ぎ、どこで何をしているかリポートしてもらう「WHERE ARE YOU?」のコーナーが挿入される。

### おとなりさん時代
- 08:00　オープニング
- 08:20　交通情報（警視庁）
- 08:22　文化放送ニュース[注 2]
- 08:25　8時の井戸端会議
- 08:39　ジャパネットたかた ラジオショッピング
- 08:46　天気予報、交通情報（JARTIC埼玉、警視庁）
- 09:00　9時の広場（曜日別コーナー）
  - 月曜日「平子祐希のいまさらアカデミー!」[7]
  - 火曜日「スイカの種と柿の種」（素朴な疑問の種を共有するコーナー）
  - 水曜日「おさむレコーズ」
  - 木曜日「アナウンス部長・水谷加奈の今日はどこカナ!?」　
  - 金曜日「教えて! 全国☆ラジオスター」（後述）
- 09:36　文化放送ニュース、天気予報、交通情報（警視庁）
- 09:40　おとなりさん、ちょっと聞いて
  - 火曜日のみ、2022年9月まではスマートニュースとの連携企画として、「高橋やリスナーに聴いて欲しい趣味・好きなこと」を募っていた。2022年11月からは高橋と坂口がおすすめの映画を紹介する「おすすめさんシネマ」、2023年4月からはリスナーからエコな話を募集する「皆さんからええこと聞いてや！エコなりさん」、電子レンジで調理できる簡単な料理を募集する「enjoyおすすめさんレシピ」を行っている。
- 10:00　10時のおとなりさん（ゲスト コーナー）
  - 毎回、その日のゲストが次の日のゲストを紹介する方式を採る（諸事情により異なる場合もある[注 3][注 4]。出演ができなかった場合は代理のゲストが穴埋め出演して、翌日以降は本来の予定通りとなる[注 5]）。終了時間は10:30から10:35頃[注 6]と日によって異なる。2024年3月15日の山崎静代（南海キャンディーズ）が紹介ゲストの最後の出演者となった。
- 開始時間不定　メール紹介、水曜は「あなたレコーズ」（2023年4月12日開始、掛けたい曲を2曲セレクトして、選曲テーマと理由、エピソードを話す）
- 10:45　くにまる前の〇〇さん
  - 月曜日　音読さん（平子に音読してほしい歌詞を募集）
  - 火曜日　音鳴りさん　(普段の聞き慣れてる音から何の音か？を答えるクイズコーナー)
  - 水曜日　いかりやさん
  - 木曜日　ご意見さん
  - 金曜日　ありがとさん
- 10:52　天気予報、交通情報（JARTIC埼玉、警視庁）
- 10:55　エンディング
  - 次番組『くにまる食堂』のパーソナリティを務める野村邦丸[注 7]とのクロストーク、明日のメールテーマの紹介（リスナーから募集）を行う。

#### 過去のコーナー
- 高山一実のお悩み堂書店（木曜日、2022年4月7日 - 6月23日）
  - 書店でのインタビューコーナー。坂口が都内の書店から生中継で出演した。店内にいる人が手に取った本から、高山がその人の悩みを聞く[8]。
- 坂口愛美のどこでもマイク（木曜日、2022年6月30日 - 2023年3月23日）
  - 坂口が様々な場所から中継するコーナー[9][注 8]。
- 本名さん（月 - 金曜日、2022年4月4日 - 2023年3月31日）
  - ラジオネームではなく、本名で番組宛に寄せられたメールを紹介した。
- ラジ和尚 長谷雄蓮華の108秒のコトノハ（2023年7月 - 2024年9月29日）
  - 長谷雄によるミニコラムのコーナー。平日時代は金曜日に当初は9時50分頃、その後9時40分頃に放送。日曜時代にも継承され、15時30分頃に放送された。
- 運悪っ！選手権（2024年10月 - 2025年3月）
  - リスナーが1週間で体験した運が悪かったエピソードを募集。

#### 過去の内包番組
- 氷川きよし 限界突破RADIO（2022年4月4日 - 2022年12月30日[注 9]）
- ビューティフル・メロディーズ〜よみがえる青春のポップス（2023年1月4日 - 2023年3月24日[注 10]）

## 出演者

### パーソナリティ
- 月曜日：平子祐希（アルコ&ピース）
- 火曜日：高橋優（シンガーソングライター）[注 11] - 番組テーマ曲を制作
- 水曜日：鈴木おさむ（放送作家）[注 12][注 13]

- 木曜日：ふかわりょう - 2023年11月9日から
  - 2023年10月5日 - 11月2日は週替わりパーソナリティが担当した（詳細は「過去のパーソナリティ」参照。ふかわは10月5日に担当している）。
- 金曜日：山根良顕（アンガールズ）
  - 引き続き『おとなりさんday』に出演。
  - 2024年5月11日.2025年2月9日.3月9日.29日はおとなりさんdayは欠席

### アシスタント
- 坂口愛美（文化放送アナウンサー）
  - 2023年3月までは月曜日 - 水曜日、金曜日のアシスタント、木曜日のみ9時の広場「坂口愛美のどこでもマイク」のリポーターとして、中継先から出演した。4月より全曜日でアシスタントとして出演する。
  - 引き続き『おとなりさんday』・『おとなりさんdayスペシャル 坂口愛美のおひとりさん』に出演。

### リポーター
- 水谷加奈（文化放送アナウンサー、2023年4月 - 、木曜日リポーター）

### 過去の出演者
- 山田弥希寿（出演当時は文化放送アナウンサー、2022年4月7日 - 2023年3月30日） - 木曜日アシスタント[注 14]
- 高山一実（2022年4月7日 - 2023年9月27日） - 木曜日パーソナリティ[注 15]
- のり（オテンキ） - 2023年10月12日・11月2日、木曜週替わりパーソナリティ
- 鈴村健一 - 2023年10月19日、木曜週替わりパーソナリティ
- 矢口真里 - 2023年10月26日、木曜週替わりパーソナリティ

## 教えて! 全国☆ラジオスター
『おとなりさん』では金曜日「9時の広場」のコーナーでほぼ毎週、『おとなりさんday』では「3時のおとなりさん」で不定期に実施。全国各地のラジオ番組のパーソナリティ（☆はスタジオ生出演）が登場する。番組の話と地元のおすすめの物などを聞く。パーソナリティと紹介した番組は以下の通り。
| 放送年 | 月日 | パーソナリティ                                                                                    | 番組名 |
| ------ | --- | ------------------------------------------------------------------------------------------------- | --- |
| 2022年 | 4月8日 | 沢田幸二                                                                                          | 『PAO〜N』『DJサワダデス』（九州朝日放送）                                                                               |
| 2022年 | 4月15日 | やのひろみ                                                                                        | 『やのひろみの部屋』（南海放送）                                                                                         |
| 2022年 | 4月22日 | 玉城美香                                                                                          | 『BALLOON みーかーのわははのは』（ラジオ沖縄）                                                                           |
| 2022年 | 4月29日 | 三代澤康司                                                                                        | 『ドッキリ!ハッキリ!三代澤康司です』（朝日放送ラジオ）                                                                   |
| 2022年 | 5月6日 | 喜瀬ひろし                                                                                        | 『喜瀬ひろしの青春演歌』（STVラジオ）                                                                                    |
| 2022年 | 5月13日 | じゅんご☆                                                                                         | 『Tresen Friday』（FMヨコハマ）                                                                                          |
| 2022年 | 5月20日 | 友近☆                                                                                             | 『シン・ラジオ -ヒューマニスタは、かく語りき-』（BAYFM）                                                                 |
| 2022年 | 5月27日 | 森谷佳奈                                                                                          | 『森谷佳奈のはきださNIGHT!』（山陰放送）                                                                                 |
| 2022年 | 6月3日 | 山崎怜奈☆                                                                                         | 『山崎怜奈の誰かに話したかったこと。』（Tokyofm）                                                                        |
| 2022年 | 6月10日 | 清田のぞみ                                                                                        | 『Pick up On Mie 〜POMie!〜』（レディオキューブ FM三重）                                                                 |
| 2022年 | ※6月17日は「ご近所さん、9時の広場に集合!WEEK」を放送。                                                                                 |                                                                                                   | |
| 2022年 | 6月24日 | 田村友里                                                                                          | 『ヨルノバ』『たむランド〜夜の図書室』（中国放送）                                                                       |
| 2022年 | 7月1日 | 近藤丈靖                                                                                          | 『近藤丈靖の独占!ごきげんアワー』（新潟放送）                                                                            |
| 2022年 | 7月8日 | 松本ともこ                                                                                        | 『MUSIC CROSSOVER』（静岡放送）                                                                                          |
| 2022年 | ※7月15日は木曜日アシスタントの山田（山根にとっては大学の後輩にあたる）が出演。                                                         |                                                                                                   | |
| 2022年 | 7月22日 | 采野吉洋                                                                                          | 『城山スズメ』（南日本放送）                                                                                             |
| 2022年 | 7月29日 | 竹重雅則・武藤ひさこ                                                                              | 『どよーDA!』（山口放送）                                                                                                |
| 2022年 | 8月5日 | 小松千絵                                                                                          | 『ひる前らじお うるさごぜん』（山梨放送）                                                                                |
| 2022年 | 8月12日 | 小川恵理子                                                                                        | 『Hit&Hit!』（ラジオ大阪）                                                                                               |
| 2022年 | 8月19日 | 酒井直斗☆                                                                                         | チュウモリ『酒井直斗のラジノート』『推シマシ』（CBCラジオ）                                                              |
| 2022年 | 8月26日 | ふかわりょう☆                                                                                     | 『阿川佐和子・ふかわりょう 日曜のほとり』（文化放送）                                                                    |
| 2022年 | 9月2日 | 陣☆                                                                                               | 『JUMP UP MELODIES TOP 20』（Tokyofm）                                                                                   |
| 2022年 | 9月9日 | 佐々木淳吾                                                                                        | 『GoGoはみみこい ラジオな気分』（東北放送）                                                                              |
| 2022年 | 9月16日 | 大窪シゲキ                                                                                        | 『大窪シゲキの9ジラジ』（広島FM）                                                                                        |
| 2022年 | ※9月23日は当番組を休止（特別番組『いずみたく没後30周年スペシャル「日本のスタンダードソングを作った男〜いずみたくの世界〜」』を放送）。 |                                                                                                   | |
| 2022年 | 9月30日 | 村松健                                                                                            | 『夕すだみにSLOW』（あまみエフエム）                                                                                     |
| 2022年 | 10月7日 | 池田麻衣子                                                                                        | 『夜のイチスタ☆』『風は虹色』（大分放送）                                                                                |
| 2022年 | 10月14日 | ピストン西沢☆                                                                                     | 『GROOVE LINE』『DRIVE TO THE FUTURE』（J-WAVE）                                                                         |
| 2022年 | 10月21日 | 相田翔吾                                                                                          | 『あもーれ!マッタリーノ』（RSK山陽放送）                                                                                 |
| 2022年 | 10月28日 | YASU・山根あゆみ                                                                                  | 『カーナビラジオ午後一番!』（北海道放送）                                                                                |
| 2022年 | 11月4日 | 山原麗華                                                                                          | 『山原麗華の元気なナツメロ（爆笑）』（ラジオ沖縄）                                                                       |
| 2022年 | 11月11日 | 佐藤旬子                                                                                          | 『となりのラジオ』（四国放送）                                                                                           |
| 2022年 | 11月18日 | 横山雄二☆                                                                                         | 『平成ラヂオバラエティごぜん様さま』『ザ★横山雄二ショー』（中国放送）                                                    |
| 2022年 | 11月25日 | 藤原岬                                                                                            | 『Kiss Music Presenter』（Kiss FM KOBE）                                                                                 |
| 2022年 | 12月2日 | 宮田統樹☆                                                                                         | 『ニッポン放送ショウアップナイター』（ニッポン放送）                                                                     |
| 2022年 | 12月9日 | 井川琴乃・井川綾乃                                                                                | 『おもかげ横丁 スナックいがわ』（エフエム岩手）                                                                          |
| 2022年 | 12月16日 | 内山絵里加                                                                                        | 『ふくわうち』（静岡放送）                                                                                               |
| 2022年 | 12月23日 | 與古田忠☆                                                                                         | 『ラジオBar南国の夜』（琉球放送）                                                                                        |
| 2022年 | ※12月30日は「教えて! 全国☆ラジオスター2022総決算」を放送。                                                                             |                                                                                                   | |
| 2023年 | ※1月3日19:00 - 19:55に特別番組『「おとなりさん」スピンオフ企画 第1回 ラジオスター座談会』を放送。                                      | ※1月3日19:00 - 19:55に特別番組『「おとなりさん」スピンオフ企画 第1回 ラジオスター座談会』を放送。 | ※1月3日19:00 - 19:55に特別番組『「おとなりさん」スピンオフ企画 第1回 ラジオスター座談会』を放送。                        |
| 2023年 | 1月6日 | 海野紀恵                                                                                          | 『MiXxxxx+』（信越放送）                                                                                                 |
| 2023年 | 1月13日 | 田中友香理☆                                                                                       | 『午後はドキドキ!』（山陰放送）                                                                                          |
| 2023年 | 1月20日 | 明石英一郎                                                                                        | 『明石のいんでしょ大作戦!』（STVラジオ）                                                                                 |
| 2023年 | 1月27日 | 永井康之                                                                                          | 『784wave Ⅰ』（ならどっとFM）                                                                                            |
| 2023年 | 2月3日 | 長谷雄蓮華☆                                                                                       | 『ラジ和尚・長谷雄蓮華のちょっと、かけこまナイト!』（CBCラジオ）                                                         |
| 2023年 | 2月10日 | バロン山崎☆                                                                                       | 『土曜王国～サタデイキングダム～』（LuckyFM 茨城放送）                                                                   |
| 2023年 | 2月17日 | 秀島史香☆                                                                                         | 『SHONAN by the Sea』（FMヨコハマ）                                                                                      |
| 2023年 | 2月24日 | 鴨下望美・林さくら                                                                                | 『まちなかSESSION エキマイク』（秋田放送）                                                                               |
| 2023年 | 3月3日 | 山本浩之                                                                                          | 『ヤマヒロのぴかいちラジオ』（MBSラジオ）                                                                                |
| 2023年 | 3月10日 | バカボン鬼塚                                                                                      | 『HITS! THE TOWN』『バカボン鬼塚 ABレコ』『FAV FOUR』（NACK5）                                                           |
| 2023年 | 3月17日 | 吉田照美☆                                                                                         | 『てるのりのワルノリ』ほか（文化放送）                                                                                   |
| 2023年 | 3月24日 | 春原佑紀☆                                                                                         | 『bayfm It!』（bayfm）                                                                                                   |
| 2023年 | 3月31日 | やきそばかおる☆                                                                                   | ※ラジオ業界の動向、注目のパーソナリティ、おすすめ番組を紹介。                                                            |
| 2023年 | 4月7日 | 加藤直也                                                                                          | 『ザ・リクエストやざ!』（福井放送）                                                                                      |
| 2023年 | 4月14日 | 坂俊介☆                                                                                           | 『OKYAAAMA!〜大都会オカヤマな夜〜』（RSK山陽放送）                                                                       |
| 2023年 | 4月21日 | いとうあさこ☆                                                                                     | 『ラジオのあさこ』（文化放送）                                                                                           |
| 2023年 | 4月28日 | 鈴木杏樹☆                                                                                         | 『オールナイトニッポン MUSIC10』（ニッポン放送）                                                                         |
| 2023年 | 5月5日 | 関森ありさ☆                                                                                       | 『ミュージックデリバリーDX』（レインボータウンエフエム放送）                                                             |
| 2023年 | 5月12日 | 谷口キヨコ                                                                                        | 『CHUMMY TRAIN』（α-STATION）                                                                                            |
| 2023年 | 5月19日 | 寺島尚正☆                                                                                         | 『おはよう寺ちゃん』（文化放送）                                                                                         |
| 2023年 | 5月26日 | ジェイムス・ヘイブンス                                                                            | 『MORNING BEAT』『POWER HOUR』（Heart FM）                                                                               |
| 2023年 | 6月2日 | 伊波大志                                                                                          | 『伊波大志の闘牛列伝』（FMうるま）                                                                                       |
| 2023年 | 6月9日 | 土屋礼央☆                                                                                         | 『カメレオンパーティー』（NACK5）『こねくと』（TBSラジオ）『鉄旅・音旅 出発進行! 音で楽しむ鉄道旅』（NHKラジオ第1）ほか  |
| 2023年 | 6月16日 | 水樹奈々☆                                                                                         | 『水樹奈々 スマイルギャング』（文化放送）                                                                                |
| 2023年 | 6月23日 | 茨城王                                                                                            | 『だっぺ帝国の逆襲』（LuckyFM 茨城放送）                                                                                 |
| 2023年 | 6月30日 | 一平くん                                                                                          | 『一平くんのゲコゲコ相談室DX』（FM愛媛）                                                                                 |
| 2023年 | 7月7日 | 西尾知亜紀                                                                                        | 『あにまにあ』（北陸放送）                                                                                               |
| 2023年 | 7月14日 | 戸井康成                                                                                          | 『戸井康成の金曜スクラッパー』（CBCラジオ）                                                                              |
| 2023年 | 7月21日 | 斉藤一美☆                                                                                         | 『文化放送ライオンズナイター』ほか（文化放送）                                                                           |
| 2023年 | 7月28日 | ロジャー大葉                                                                                      | 『ロジャー大葉の愛してJ-POP天国』（東北放送）                                                                            |
| 2023年 | 8月4日 | きいやま商店                                                                                      | 『きいやま商店のカッパチ!』（FMいしがきサンサンラジオ）                                                                  |
| 2023年 | 8月11日 | イルカ☆                                                                                           | 『イルカのミュージックハーモニー』（ニッポン放送）                                                                       |
| 2023年 | 8月18日 | 中華首藤                                                                                          | 『ラジてん』（熊本放送）                                                                                                 |
| 2023年 | 8月25日 | 木村洋二                                                                                          | 『ごきげんようじ』（STVラジオ）                                                                                          |
| 2023年 | 9月1日 | 千倉真理☆                                                                                         | 『ミスDJリクエストパレード360』（文化放送）                                                                              |
| 2023年 | 9月8日 | 春日萌花☆                                                                                         | 『FANTASY RADIO』（NACK5）                                                                                               |
| 2023年 | 9月15日 | 石垣政和                                                                                          | 『Foreverヤング』（エフエム秋田）                                                                                        |
| 2023年 | 9月22日 | 亀渕昭信☆                                                                                         | 『亀渕昭信のお宝POPS』（火曜会）『オールナイトニッポン』（ニッポン放送）                                                 |
| 2023年 | 9月29日 | 水梨子真穂                                                                                        | 『STEP!』（FMとやま） |
| 2023年 | 10月6日 | 山崎弘士                                                                                          | 『山崎弘士のGOGOリクエスト』（KBS京都）                                                                                  |
| 2023年 | 10月13日 | 松下香織                                                                                          | 『ミュージックブランチ』（山形放送）                                                                                     |
| 2023年 | 10月20日 | 片桐八千代☆                                                                                       | 『NACK5時ラジ』（NACK5）                                                                                                 |
| 2023年 | 10月27日 | マシコタツロウ☆                                                                                   | 『MUSIC STATE』（LuckyFM 茨城放送）                                                                                      |
| 2023年 | 11月3日 | 秋山寛貴☆                                                                                         | 『レコメン!』（文化放送）                                                                                                |
| 2023年 | 11月10日 | 森本優                                                                                            | 『IMAREAL』（AIR-G'） |
| 2023年 | 11月17日 | 横山起朗☆                                                                                         | 『be quiet』（宮崎放送）                                                                                                 |
| 2023年 | 11月24日 | 服部さやか                                                                                        | #キューパレ『服部さやかのシュンすぎ』（RKB毎日放送）                                                                     |
| 2023年 | 12月1日 | 有野晋哉☆                                                                                         | 『オレたちゴチャ・まぜっ!〜集まれヤンヤン〜』（MBSラジオ）                                                               |
| 2023年 | 12月8日 | 帆足由美☆                                                                                         | 『BAY SIDE FREEWAY』（bayfm）                                                                                            |
| 2023年 | 12月15日 | おだしずえ                                                                                        | 『おひるーなフライデー ひるうたマガジン』（中国放送）                                                                    |
| 2023年 | 12月22日 | 増田英彦☆                                                                                         | 『ますだおかだ増田のラジオハンター』（朝日放送ラジオ）                                                                   |
| 2023年 | ※12月29日は「教えて! 全国☆ラジオスター2023総決算! あのスターが凄かった!スペシャル!」を放送。                                           |                                                                                                   | |
| 2024年 | 1月5日 | でか美ちゃん☆                                                                                     | 『こねくと』（TBSラジオ）『FAV FOUR』（NACK5）ほか                                                                       |
| 2024年 | 1月12日 | 林家たい平☆                                                                                       | 『林家たい平 たいあん吉日!おかしら付き♪』（文化放送）                                                                    |
| 2024年 | 1月19日 | 西尾知亜紀                                                                                        | ※能登半島地震発生後の状況を電話出演で報告。                                                                              |
| 2024年 | 1月26日 | 山田ルイ53世☆                                                                                     | 『髭男爵 山田ルイ53世のルネッサンスラジオ』（PodcastQR）                                                                 |
| 2024年 | 2月2日 | 遠山大輔☆                                                                                         | 『シン・ラジオ-ヒューマニスタは、かく語りき-』（bayfm）『SCHOOL OF LOCK!』（Tokyofm）                                    |
| 2024年 | 2月9日 | 斉藤安弘☆                                                                                         | 『オールナイトニッポン』（ニッポン放送）                                                                                 |
| 2024年 | 2月16日 | 野村邦丸☆                                                                                         | 『くにまる食堂』（文化放送）                                                                                             |
| 2024年 | 2月23日 | やまだひさし☆                                                                                     | 『やまだひさしのラジアンリミテッドF』（JFN）                                                                             |
| 2024年 | 3月1日 | クリス・ペプラー☆                                                                                 | 『SAISON CARD TOKIO HOT 100』『SAPPORO BEER OTOAJITO』（J-WAVE）                                                         |
| 2024年 | ※3月8日は「全国☆ラジオスター 沖縄おでかけ特別編」を放送。                                                                              |                                                                                                   | |
| 2024年 | ※3月15日は「教えて!全国☆ラジオスター特別編 コミュニティFMスペシャル!おとなりさんバスツアー」を放送。                                   |                                                                                                   | |
| 2024年 | 3月22日 | 太田光☆                                                                                           | 『爆笑問題の日曜サンデー』 JUNK『爆笑問題カーボーイ』（TBSラジオ）                                                       |
| 2024年 | ※3月29日は「教えて! 全国☆ラジオスター総決算」を放送。                                                                                  |                                                                                                   | |
| 2024年 | 4月14日 | 臼井ミトン☆                                                                                       | 『金曜ボイスログ』（TBSラジオ）                                                                                          |
| 2024年 | 5月19日 | 高橋なんぐ                                                                                        | 『高橋なんぐの金曜天国』（新潟放送）                                                                                     |
| 2024年 | 6月2日 | 塚原まきこ                                                                                        | 『塚原まきこの福ミミらじお』（熊本放送）                                                                                 |
| 2024年 | 6月16日 | 菊地真衣☆                                                                                         | 『菊地真衣のこんなんで、いいのかYO!?』（LuckyFM 茨城放送）                                                               |
| 2024年 | 6月23日 | 野路毅彦☆                                                                                         | 『SBSラジオギャラリー 方言アクセントエンターテインメント〜なまってんのは、東京の方かもしんねーんだかんな〜』（静岡放送） |
| 2024年 | 8月25日 | 光邦☆                                                                                             | 『ちょうどいいラジオ』（FMヨコハマ）                                                                                     |
| 2024年 | 9月29日 | 上田啓介                                                                                          | 『空飛ぶクジラ』（エフエム熊本）                                                                                         |
| 2024年 | 12月1日 | 杉作J太郎                                                                                         | 『杉作J太郎のファニーナイト』（南海放送）                                                                                |
| 2024年 | 12月8日 | 高原兄                                                                                            | 『高原兄の5時間耐久ラジオ 長て長てこたえられんが』（北日本放送）                                                         |
| 2025年 | 1月12日 | 渡陽子                                                                                            | あまみエフエム番組各種                                                                                                   |
| 2025年 | 2月16日 | 鏡田辰也                                                                                          | 『Radio de Show ラジオでしょう』（ラジオ福島）                                                                           |
| 2025年 | 3月30日 | 笑福亭鉄瓶                                                                                        | 『鉄瓶・佐ん吉のコロコロラジオ。』（朝日放送ラジオ）ほか                                                                 |
| 2025年 | 4月27日 | 浜村淳                                                                                            | 『ありがとう浜村淳です土曜日です』（MBSラジオ）                                                                          |
| 2025年 | 5月11日 | 西脇彩華☆                                                                                         | 『あ〜ちゃん ちゃあぽんの!“West Side Story”』（JFN）                                                                     |
| 2025年 | 5月18日 | 森本優☆                                                                                           | 『IMAREAL』（AIR-G'） |
| 2025年 | 6月1日 | 大窪シゲキ☆                                                                                       | 『大窪シゲキの9ジラジ』（広島FM）                                                                                        |
| 2025年 | 6月8日 | 田中友香理                                                                                        | ※「山根さん、これ知っTEL？」として電話出演、夏の鳥取県オススメ情報を紹介。                                               |

## スピンオフ番組
「ノウタスpresents気象予報士・坂口愛美の食いしん坊！天気予報」のコーナー提供を行っているノウタスとのタイアップ企画として、坂口が食や農業に携わる人々をゲストに招いて話を聞く『おとなりの農家さん produced by notas』が2024年4月7日から2025年3月30日まで、『おとなりさんday』終了後の日曜16時更新で、文化放送の配信プラットフォーム「QloveR」にて配信していた。この番組では「食いしん坊！天気予報」との連携も行ったほか、農林水産省が展開するプロジェクト「おいしい日本、届け隊」ともコラボレーションし、一般社団法人農林水産ダイバーシティ推進連盟の協力を得て同プロジェクトの情報発信も行った。2025年4月からは『ぶんか食堂』に改題・リニューアルするとともに、坂口が出演している『くにまる食堂』内でも月曜11時30分頃に放送する。